# Мазеппа-Бей
Мазеппа-Бей (англ. Mazeppa Bay) — невелике приморське селище на дикому узбережжі Індійського океану, у Східній Капській провінції, ПАР.

## Історія
1842 року вітрильник «Мазепа» йшов з Делагоа-Бей (сьогодні затока Мапуту) в Порт-Натал (Дурбан), щоб врятувати британський гарнізон, який був обложений бурами. В тому місці, що зараз відоме як Мазеппа-Бей, корабель сів на мілину. Легенда свідчить, що його руїни поховані під піщаними дюнами в Мазеппа-Бей. Затока, де це сталося, дістала назву вітрильника.
Сам вітрильник був названий на честь українського гетьмана Івана Мазепи (1639—1709). Після публікації поеми Байрона «Мазепа» в травні 1819 року стало популярним називати вітрильники «Мазепа» як символ швидкості.

## Населення
Населення селища становить 42 особи.
З них: 36 жінок та 6 чоловіків.
36 чорних та 6 білих.
Для 36 рідна мова коса, для 6 — англійська.

## Туризм
Пляж та високі дюни над ним приваблюють туристів, які надають перевагу відпочинку на морі, спостереженню за птахами та рибній ловлі. У селищі є готель та кілька котеджів для відпочинку.